# Angelina Bottini
Angelina Bottini ou Angiolina Bottini (1853-?) nasceu no Rio de Janeiro, filha de pais italianos. musicista brasileira precoce. Tocava harpa, rabeca e piano. Fez grande sucesso em suas turnês nos idos de 1860 pelo Brasil e no estrangeiro, sobretudo Portugal, Inglaterra, França e Itália. Acompanhou os grandes músicos da época, entre os quais Arthur Napoleão.

## Biografia
Segundo a imprensa, Angelina nasceu no Rio de Janeiro em 1853, era "filha de pais italianos, mas brasileira de nascimento", assim diz o articulista do "Diário Pernambucano" de 5 de janeiro de 1863.  Seus pais eram Giuseppe Bottini   e Luigia Bottini, e, muito cedo a jovem revelou seu talento musical. Aos sete anos apresentou-se na casa de Lourenço Devoto em um concerto particular em homenagem àquele anfitrião. Aos nove anos, por volta de 1863, seu talento começou verdadeiramente a desabrochar-se e neste mesmo ano começam suas apresentações artísticas.
Quanto à formação e as primeiras lições de Angelina, ela as teve com a mãe Luigia Bottini. Sua técnica desde cedo era primorosa pois já executava as variações de La sonnambula, de Bellini (1801-1835), e a Abertura de Guilherme Tell, de Gioachino Rossini (1792-1868), a quatro mãos com  mãe, a fantasia brilhante sobre a ópera I Due Foscari, de Giuseppe Verdi (1813-1901), além de acompanhamentos que fazia com instrumentistas outros, como o clarinetista Antônio Martins Viana e o violinista João Correia Lima, destacados virtuoses, o que denotava seu domínio sobre o instrumento. Estes dois últimos inclusive emprestaram certo apoio à formação musical da jovem musicista.

## As apresentações
Não muito depois, aos nove anos, e, em companhia da mãe, ela desembarcava na capital pernambucana em companhia do ex-tenor da "Companhia Lírica do Santa Izabel", Domenico Orlandini na pretensão de dar alguns concertos naquela cidade. Orlandini era um antigo conhecido daquele público fosse por suas apresentações na "Companhia Mariangeli", de Giuseppe Marinangeli, o diretor da antiga  "Companhia Lírica Italiana",  ou por sua performance em "Poliuto". O fato é que ela chegava a Recife para dar início às suas apresentações. 
Em 20 de janeiro de 1863, uma terça-feira, mãe e filha se apresentam no Salão do ""Teatro de Santa Izabel", em Recife, onde se apresentavam com certa frequência,  elas executam um variadíssimo repertório. A mãe executa a "Fantasia brilhante do Poliuto"  para piano a quatro mãos, acompanhada pelo distinto professor Sr. Smoltz, regente e pianista italiano, dirigia a orquestra do teatro de Santa Izabel. 
A filha Angelina, executa a "Grande fantasia concertante", de George Alexander Osborne (1806-1893) e Charles Auguste de Bériot (1802–1870), para piano e rabeca, sobre os mais lindos motivos da ópera-bufa O barbeiro de Sevilha, Alma Viva ou a inútil precaução,  do compositor italiano Gioachino Rossini (1792-1868), acompanhada pelo professor João Corrêa Lima, a seguir ela apresenta a "Abertura da ópera Guilherme Tell" de Rossini, a quatro mãos, adaptada pelo compositor e maestro alemão Ferdinand Hiller (1811-1885), acompanhada pela mãe, depois segue-se a "Fantasia brilhante sobre a opera Il due Foscari", de Verdi, com adaptações de Roselles, depois apresenta a "Fantasia brilhante" sobre motivos da opera "Ernâni" de Antônio Spadina, para piano e clarineta, acompanhada por Antonio Martins Vianna, a seguir ela executa "Revérie" para clarineta e piano sobre motivos da Beatrice di Tendi,  acompanhada pelo professor Antônio Martins Vianna e, pra finalizar ela executa as "Grandes variações da Sonnambula", de Vincenzo Bellini (1801-1835), adaptada por Roselles. O grande concerto foi acompanhado por Giacinta Peri (soprano??), Luigi Belli (baixo profundo), Antonio Martins Vianna e o professor Smoltz, o barítono Domenico Orlandini.  Com estes concertos  tentava a jovem pianista conseguir meios para custear seus estudos no estrangeiro. 
No dia 27 de janeiro de 1864, ela se apresenta no mesmo teatro em um concerto de Arthur Napoleão onde executa a sinfonia da ópera Nabucodonosor, de G. Verdi, acompanhando Napoleão e a Fantasia de Lucrécia Bórgia, Op. 96, para piano, de G. Donizetti, por Alexandre Édouard Goria (1823-1860).  Dois dias depois, em 29 de janeiro, a pianista se apresenta no teatro de Apolo da Sociedade teatral Melpomene Pernambucana, nos intervalos do drama em 4 atos do conselheiro José de Alencar, denominado Mãe.   Depois, em 11 de maio do mesmo ano (1864), ela se apresenta ---Fantasia I due Foscari estreia depois fantasia sobre motivos da opera La Figlia del Regimento, acompanhada pela grande orquestra. diz o articulista de o "Diário de Pernambuco", que o teclado soltavam sons opulentos de harmonia e que arrebatavam a alma pela comunicação a ela das diferentes impressões, que era neles traduzidas.  depois em 31 de maio ela se apresenta no concerto de Napoleão e a companhia dramática Germano & Coimbra e executa, acompanhada por Arthur Napoleão, Inocêncio Smoltz (substituído depois pelo pianista Jorge Victor) e Rodolpho Eichbaum,  a grande "Fantasia sobre motivos da ópera La Favorita" para 4 pianos, composta por Arthur Napoleão.  Em 6 e 10 de julho de 1864 ela à época com 11 anos, se apresenta em Fortaleza.   Nos dias 4 e 7 de agosto de 1864, ela se apresenta no maranhense "Teatro de São Luís".  

(SIC) "a menina Bottini, apesar de jovem, é de raro mérito artístico, e toca piano com maestria e gosto apurado. Os públicos do Rio de Janeiro e Bahia, que já ouviram-na, são acordes em conceder-lhe o título de artista de mérito em quem abundam dotes necessários para cativar". 

(SIC) "A jovem Angelina Bottini, quer no piano, quer na rabeca, foi, como merecia, muito aplaudida. No último concerto foi levada à casa por uma grande concorrência e duas bandas de música. Em tão infantilidade, como a desta nossa patrícia, não se pode exigir mais." 

Em 1865, ainda bem jovem, ela se apesenta na Itália, no Conservatório de Milão, sendo submetida a exames admissionais pelo professor de  piano Antonio Angeleri (1801–1880), que tivera como alunos Disma Fumagalli  e o organista Vincenzo Petralli (1830–1889).  Ela executou, naquela oportunidade, a composição de Thalberg (1812-1871), "Moisés no Egito". Narra-se que a surpresa do professor foi tamanha que ele pediu aos familiares de Angelina para que residissem em Milão. . No Conservatório ela teve aulas de aperfeiçoamento no piano com Antonio Angeleri e lições de harpa com o professor Angelo Bovio (1824-1865). Tempos depois, o diário italiano "Il secolo", em 24 de fevereiro de 1868, falando sobre o concerto realizado no salão do "Club Philodramatico", em benefício dos feridos de Mentana, onde ela apresentou o "Rondò Brilhante para Piano" "La Danse des Sylphes", de Aldolfo Fumagalli.  e reporta que, dentre os artistas que na oportunidade se apresentaram, ela distinguiu-se dos demais. 
Cinco anos depois de sua estadia na Itália, em março de (1868), depois de algumas apresentações em Paris, Lisboa  e Londres, ela retorna a Recife. Estando em Portugal, sob o título Piano e harpa escreve o jornalista, tradutor, romancista, contista e teatrólogo português, Júlio César Machado (1835-1890), folhetinista da "Revolução de setembro", o seguinte a respeito de Angelina Bottini:  

(SIC) "Mlle Bottini (Angelina) deu um concerto no Teatro da Trindade. Ser bonita e tocar piano, é bom: ser bonita e tocar harpa. ainda é melhor; ser bonita e tocar ambas as coisas, é o melhor de tudo, e o público assim o entendeu aplaudindo-a calorosamente. [...] ... sente-se na sua execução ao piano a excelência da escola [de Angeleri e de Bovio, de quem] acredita-se facilmente que tenha sido uma de suas melhores discípulas. Este era talvez o caso obrigado de falar em David: mas estou persuadido que Saul não lucraria [...] em haver conhecido esta harpista em vez do hábil tocador que o acalmava; o príncipe estava doente, e se conseguiu curar-se a ouvir tocar David, desta vez estava arriscado a namorar-se e ficar mais doente ainda."

Já em Recife, no dia 30 de julho, faz a sua estreia no teatro de Santa Izabel, com a Grande Fantasia para harpa, uma recreação de sul “Poliuto” de Donizetti, por Angelo Bovio, depois ele executou o "Grande adagio final" - para piano da ópera "Il Poliuto pariato", opus 62 de Donizetti, recriada pelo pianista e compositor Adolfo Fumagalli (1828-1856)  e, pra finalizar, ela encerra sua apresentação com o "Rondò Brilhante para Piano" "La Danse des Sylphes", de Félix Godefroid (1818-1897, também reescrita por Aldolfo Fumagalli. . Nesta sua apresentação de estreia, ela toca piano e harpa, sendo muito elogiada pelo crítico da "Revista Diária", que afirmou que "qualquer dos dois instrumentos Angelina toca com apurado bom gosto e desembaraço profissional". 
Em março de 1872 morre-lhe a mãe Luigia. 
Os dados posteriores de sua vida, como a data de sua morte, são desconhecidos...